# ТЭМ17
ТЭМ17 (Тепловоз с Электрической передачей, Маневровый, 17-й тип) — российский 6-осный опытный маневровый тепловоз. Выпускался в 1991 году на Брянском машиностроительном заводе. 
Опытный маневровый тепловоз капотного типа с электрической передачей. Имеет более мощный дизельный двигатель 1350 л.с. относительно серийного последователя ТЭМ18. 
Новшеством в конструкции маневровых тепловозов Брянского машиностроительного завода является использование бесчелюстных тележек (наравне с тепловозами ТЭМ18 и ТЭМ19).

Эксплуатировался и проходил испытания на Финляндском вокзале в Санкт-Петербурге (Октябрьская ж/д). Позже был передан в Псковскую и Новгородскую области, а с мая 2019 года находится на фондовой площадке ЦМЖТ "Пионерский парк" в поселке Лебяжье.

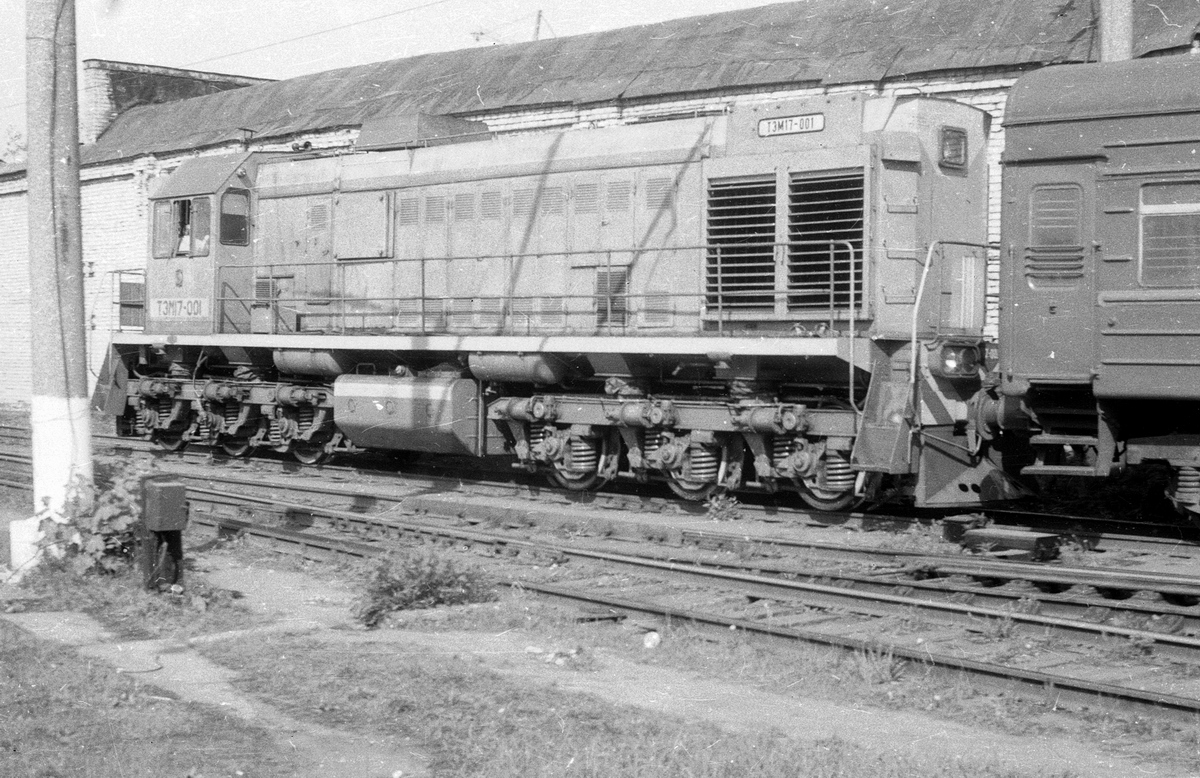
Тепловоз ТЭМ17-001 на манёврах (станция Санкт-Петербург-Финляндский)

## Конструкция
Тепловоз был оснащён дизелем 1-ПД4 мощностью 1.350 л.с. Номинальная мощность дизеля – 993 кВт (1.350 л.с.). 
Турбокомпрессор на дизеле был установлен выше, на специальном кронштейне, в связи с чем искрогаситель и его декоративный кожух также были установлены выше. Локомотив оснащён системой подогрева воды.

## Планируемые модификации
После постройки опытного образца планировалось разработать модифицированную версию - тепловоз ТЭМ17С, предназначенный для работы в районах Севера. Впоследствии от планов отказались, поскольку тепловозы ТЭМ2 удовлетворяли имеющиеся эксплуатационные потребности.